# Міст Медьєрі
Міст Медьєрі (угор. Megyeri híd) — вантовий міст, що перетинає Дунай, з'єднуючи Буду і Пешт, відповідно західну і східну частини Будапешта, столиці Угорщини. Міст є важливою частиною кільцевої дороги М0, що огинає кільцем угорську столицю.
Вартість будівництва склала 63 млрд форинтів (бл. 300 млн дол.), офіційне відкриття відбулося 30 вересня 2008 року. Голосування, влаштоване для визначення назви мосту, викликало численні суперечки і набуло широкого розголосу в ЗМІ, коли переможцями в ньому стали американські коміки Стівен Кольбер і Джон Стюарт.

## Вибір назви
Міністерство економіки та транспорту Угорщини організувало публічне онлайн-голосування, щоб визначити можливі назви для нового мосту. Три найпопулярніших назви мали бути розглянуті органами місцевого самоврядування, картографами, лінгвістами та іншими фахівцями, в результаті чого на урядовій комісії повинно було бути визначено остаточну назву мосту.
1 серпня 2006 року британське агентство Рейтер повідомило, що відповідно до онлайн-опитування лідирує варіант «Міст Чака Норріса», названий на честь американської кінозірки. 11 серпня американський сатирик Стівен Кольбер обговорив цю новину у своїй програмі The Colbert Report і закликав глядачів відвідати сайт вибору назви мосте і голосувати за нього, а не за Норріса. Вже наступного дня число голосів за Кольбера збільшилося у 230 разів. 15 серпня Кольбер повторив свій заклик, і до 22 серпня варіант «Міст Стівена Кольбера» посів перше місце із загальною кількістю 17 млн голосів, що на 14 млн більше від варіанту «Міст Зріньї» на честь хорватсько-угорського національного героя Міклоша Зріньї і на 7 млн більше від усієї кількості населення Угорщини. У цей же день на сайті почався новий тур голосування, тепер для участі необхідно було зареєструватися. Незважаючи на це, Кольбер і в другому турі опинився на першому місці, хоч і з менш вражаючими результатами.
14 вересня 2006 року Андраш Симонов, посол Угорщини в США, повідомив в ефірі The Colbert Report, що Кольбер виграв голосування. Посол також повідомив, що згідно з угорським законодавства Кольбер повинен вільно володіти угорською і бути померлим, щоб міст був названий його ім'ям.
28 вересня 2006 року було оголошено, що новий міст буде називатися «Міст Медьєрі», незважаючи на те, що даної назви не було в лідерах другого туру. Угорський комітет географічних назв прийняв цю назву і пояснив, що воно походить від назви двох районів Будапешта, які він з'єднує: Káposztásmegyer і Békásmegyer.

## Галерея

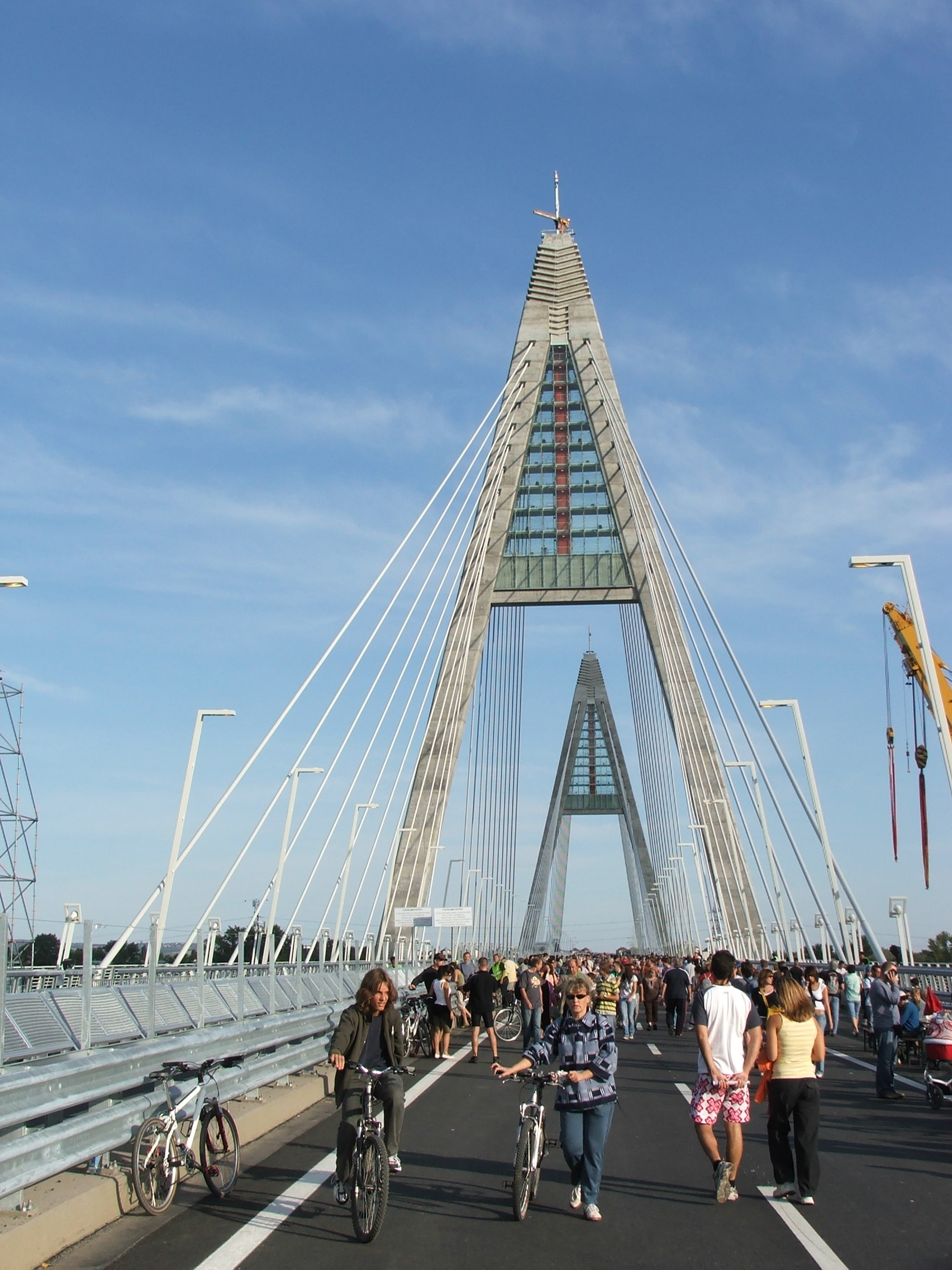
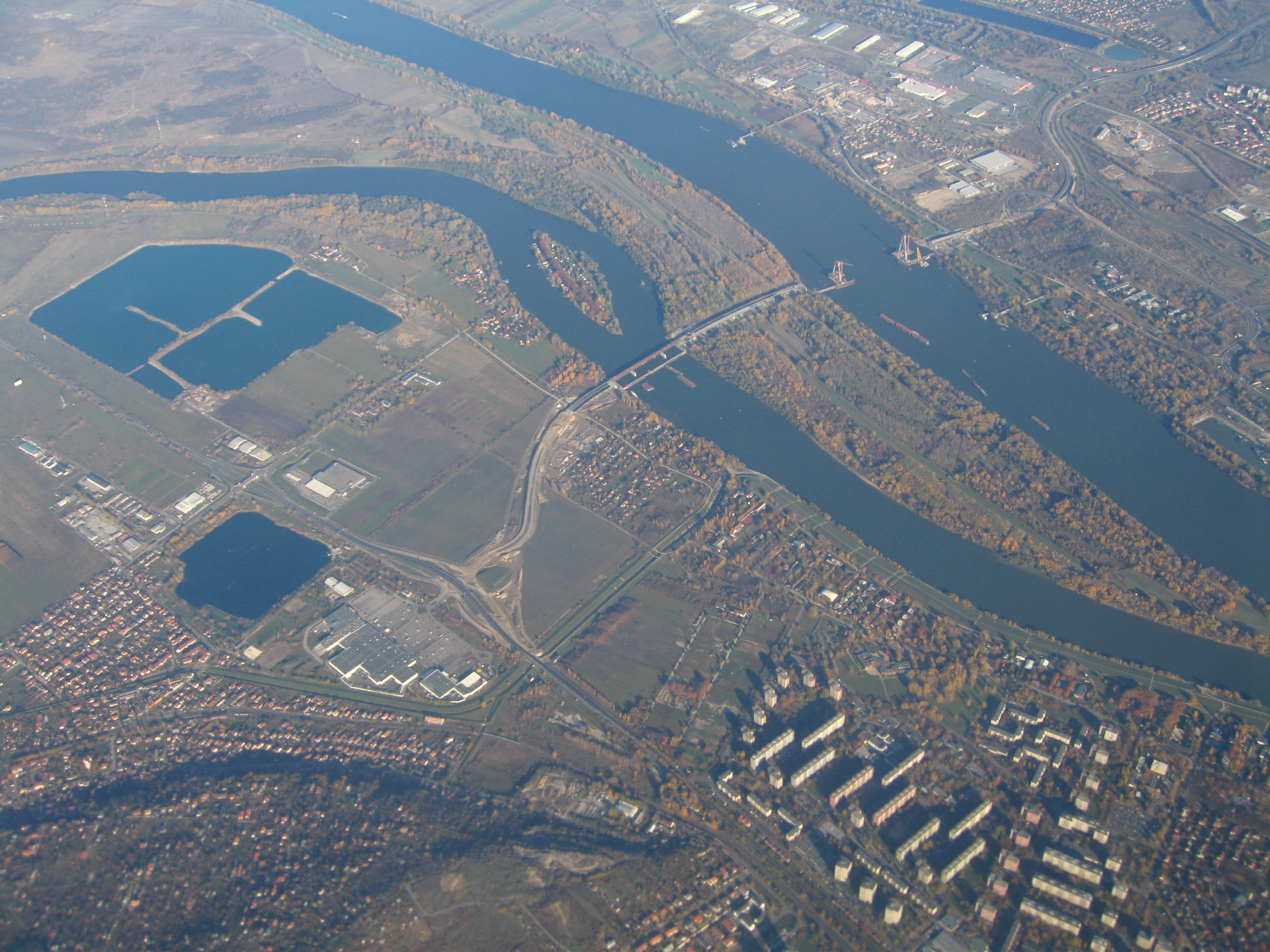
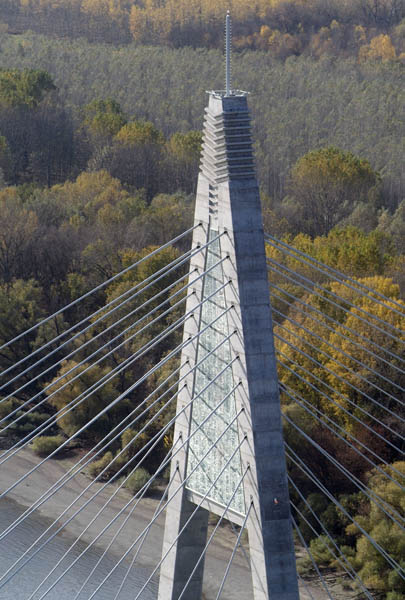
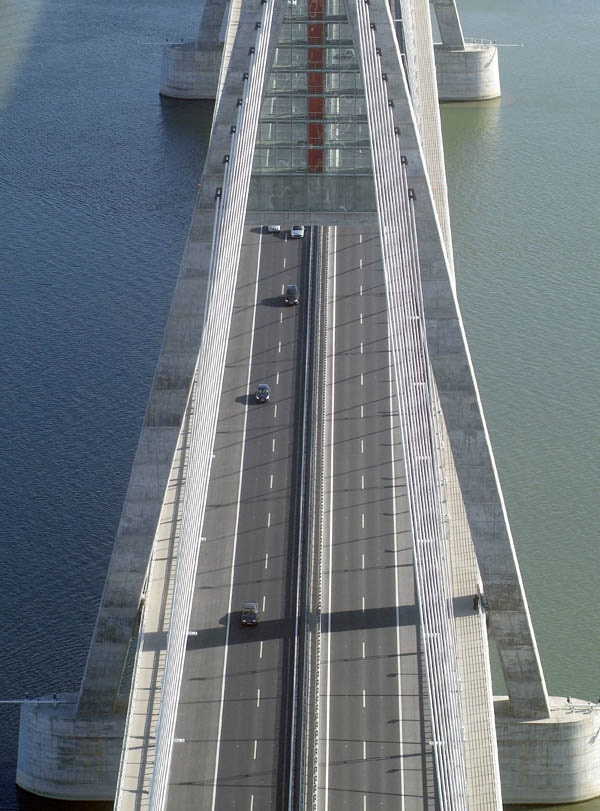
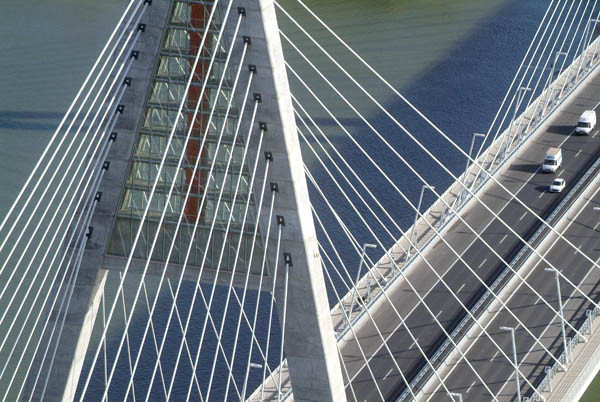
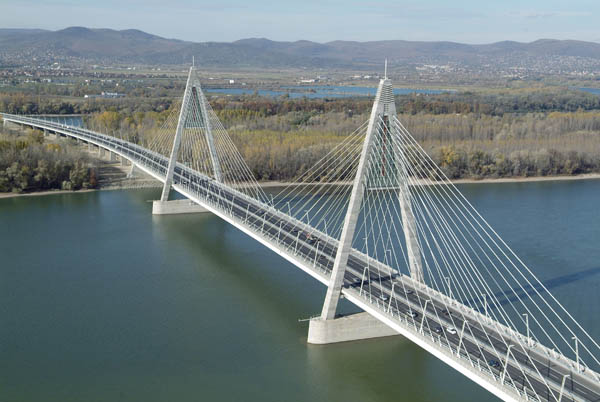
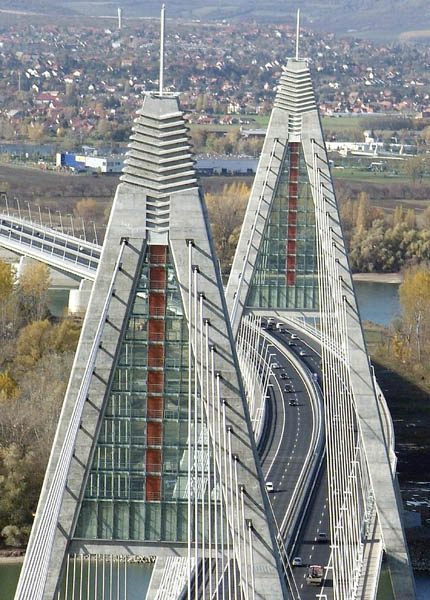
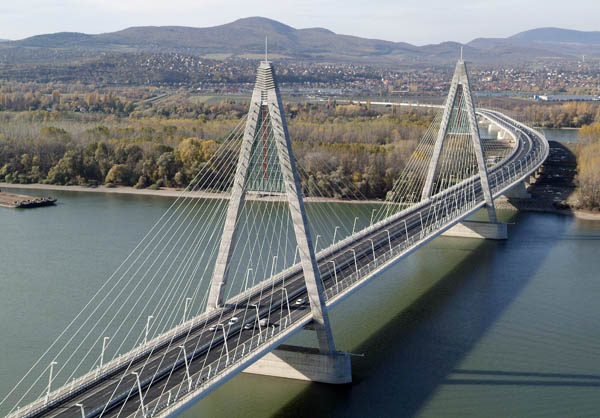